# Cabriel
Le Cabriel (Cabriol en valencien) est une rivière d'Espagne qui prend sa source dans la Muela de San Juan (sierra de Albarracín), dans la province de Teruel et se jette dans le Júcar à Cofrentes dans la province de Valence.

## Géographie
Le Cabriel prend sa source au pied de la Muela de San Juan dans les Montes Universales, (Système Ibérique entre les provinces de Teruel et de Cuenca. Il parcourt les communes de Salvacañete, Alcalá de la Vega, Boniches, Campillos-Paravientos, Pajaroncillo, Villar del Humo, Cardenete, Enguídanos et Mira. À partir de ce point il sert de frontière entre les provinces de Cuenca et de Valence, jusqu'au lieu-dit de Los Cárceles où il sépare les provinces d'Albacete et de Valence. Il entre dans cette dernière par Casas del Río (Requena) et se jette finalement dans le Jucar à Cofrentes. Ses affluents sont le río Laguna et le Guadazaón (droite) et le río Vencherque, le río San Martín et le río de Mira (gauche).
Les eaux du Cabriel sont des plus pures dû au dépeuplement de la région et à l'absence de l'impact d'activités économiques ou industrielles. On y trouve des barbeaux, truites arc-en-ciel (introduites) et des loutres.
L'orographie de son parcours est parsemée de paysages spectaculaires, comme les rapides du Cabriel (es), en amont du lac de barrage de Contreras (es), ou, en aval dudit lac, les pics rocheux (Cuchillos, «couteaux») de Contreras et les gorges du Cabriel, classées parc naturel sur la rive gauche (Communauté valencienne) et réserve naturelle sur la rive droite (Castille-La Manche), où l'on peut pratiquer le rafting et le canoë-kayak en période estivale. Un autre paysage intéressant est celui de l'affluent río Laguna et du ruisseau de Tejadillos, de leur source dans la Sierra de Valdemeca jusqu'à leur confluence avec le Cabriel. Celui-ci forme aussi une lagune, à laquelle doit son nom le village de Laguna del Marquesado.
Le parcours fluvial a été proposé comme Zone naturelle d'intérêt écologique, faunistique et floristique.